# Château de Castries
Le château de Castries, surnommé « le Petit Versailles du Languedoc », est un édifice du XVIIe siècle construit sur des bases médiévales. Classé au titre des monuments historiques, il domine la ville de Castries, à proximité de Montpellier, dans l'Hérault.

## Histoire
Le puissant seigneur Dalmace, chevalier croisé et premier possesseur de Castries, participe à la première croisade et meurt en Palestine. Le fief de Castries entre alors, par mariage et testaments, dans le patrimoine de Guilhem VII, seigneur de Montpellier. Au XIIIe et XIVe siècles, le village est touché par la peste, plusieurs famines et des guerres. À la fin du XIVe siècle, on compte à Castries une cinquantaine de personnes.
En 1495, la famille de La Croix achète la baronnie de Castries à Jean de Pierre.
Vers 1520, l'ancien château fort est rasé et reconstruit sur les bases du château actuel dont l'histoire, pendant cinq siècles, sera étroitement liée à celle du village.
Suivent des années de paix fragile et de guerres brutales jusqu'à l'année terrible de 1622 où le duc de Rohan, chef des Églises réformées, ordonne la démolition des murailles et le comblement des fossés, pour mieux défendre Montpellier, place de sûreté protestante, de laquelle les troupes de Louis XIII s'approchent.
En 1985, le château, classé monument historique depuis 1966, est légué à l'Académie française, sur décision de son propriétaire, le comte René de La Croix de Castries, dit « le duc de Castries », héritier de la maison de La Croix de Castries.
Mis en vente en septembre 2013, le domaine devient la propriété de la commune de Castries.
Après une première campagne de restauration à la fin des années 2000 qui avait porté sur les toitures, le château fait l'objet depuis 2017 d'un important chantier de restauration portant sur les intérieurs et le mobilier, qui entre dans sa phase finale en 2022. De ce fait, le château n'est actuellement pas ouvert à la visite (janvier 2022).

## Architecture
Les voûtes d'ogives du rez-de-chaussée de l'aile nord sont tout ce qui subsiste du château fort rasé en 1622.
Le château actuel a été construit au XVIIe siècle. Il comporte deux corps de logis en équerre (un troisième aurait dû terminer le U entourant la cour mais n'a pas été construit). Ces logis sont cantonnés de trois pavillons carrés coiffés de toits à brisis récemment restitués, couverts de tuiles vernissées.

## Parc et jardins

### Aqueduc de Castries
Le captage de la source de Fontgrand et la construction d'un aqueduc monumental de 6 822 m, en 1670, étaient destinés aux jardins. L'ouvrage d'art est dû à l'ingénieur Pierre-Paul Riquet, architecte du canal du Midi.

### Parc du château
L'Orangerie, les terrasses de la cour, les allées partant du bassin central furent dessinées par le jardinier en chef des jardins de Versailles André Le Nôtre, puis les parterres de topiaires ont été remplacés par des fontaines et des portes d'ifs en 1930.

## Protection
Les façades et toitures du château font l’objet d’une inscription au titre des monuments historiques depuis le 7 octobre 1943.
Les façades et toitures du château, le jardin à la française, le vertugadin, le parc avec son miroir d'eau font l’objet d’un classement au titre des monuments historiques depuis le 20 octobre 1966.
L'ensemble du château, y compris les bâtiments annexes — porterie, bâtiment dit « des archives », serre, orangerie et maison du jardinier —, à l'exception des parties classées, fait l’objet d’une inscription au titre des monuments historiques depuis le 23 juillet 2003.
Ces protections ont été remplacées par un classement portant sur l'ensemble du domaine le 15 mai 2004.
L'aqueduc alimentant le château fait l’objet d’un classement au titre des monuments historiques depuis le 8 septembre 1949.